# كيل غوندي
كيل غوندي (بالإنجليزية: Cale Gundy)‏ هو لاعب كرة قدم أمريكية أمريكي، ولد في 10 أبريل 1972 في ميدويست سيتي في الولايات المتحدة.